# Chondracanthus heterostichi
Chondracanthus heterostichi är en kräftdjursart som beskrevs av Ho 1972. Chondracanthus heterostichi ingår i släktet Chondracanthus och familjen Chondracanthidae. Inga underarter finns listade i Catalogue of Life.